# Paul Levéré
Paul Levéré, né le 26 mai 1875 à Toulon et mort le 11 janvier 1949 dans la même ville, est un peintre français.

## Biographie
Paul Levéré est né le 26 mai 1875 à Toulon. Il est l'élève de Charles Allar, cousin d'André-Joseph Allar et Gaudensi Allar. Il peint des paysages de Provence et de la Riviera méditerranéenne. Il est nommé membre de la commission des beaux-arts de Toulon, puis professeur à l'école des beaux-arts de cette ville. Il expose régulièrement chez Coindreau, cours Lafayette. Enfin il collabore à la revue artistique La Provence illustrée,,.
Œuvrant dans un style postimpressionniste, il est influencé par Pierre Bonnard. La fresque murale qu'il avait peinte dans le hall de la gare du Sud France à Toulon a été sauvegardée lors de la démolition du bâtiment, après les bombardements de 1944, afin d'être conservée au musée du Vieux Toulon.

## Expositions
- 1910-2010 - Cent ans d'aéronautique navale, musée national de la Marine, 2010[6].

## Œuvres dans les collections publiques
- Paris, musée national de la Marine : Le « Dixmude »[7] survolant l'escadre, huile sur toile, 1923[8].
- Toulon :
  - musée d'art de Toulon : Route de Provence, 1929.
  - musée du Vieux Toulon : Le Tortillard à San Salvadour, 1909[1].
  - opéra de Toulon, foyer Campra : Mignon, 1923, peinture murale[9].

### Galerie

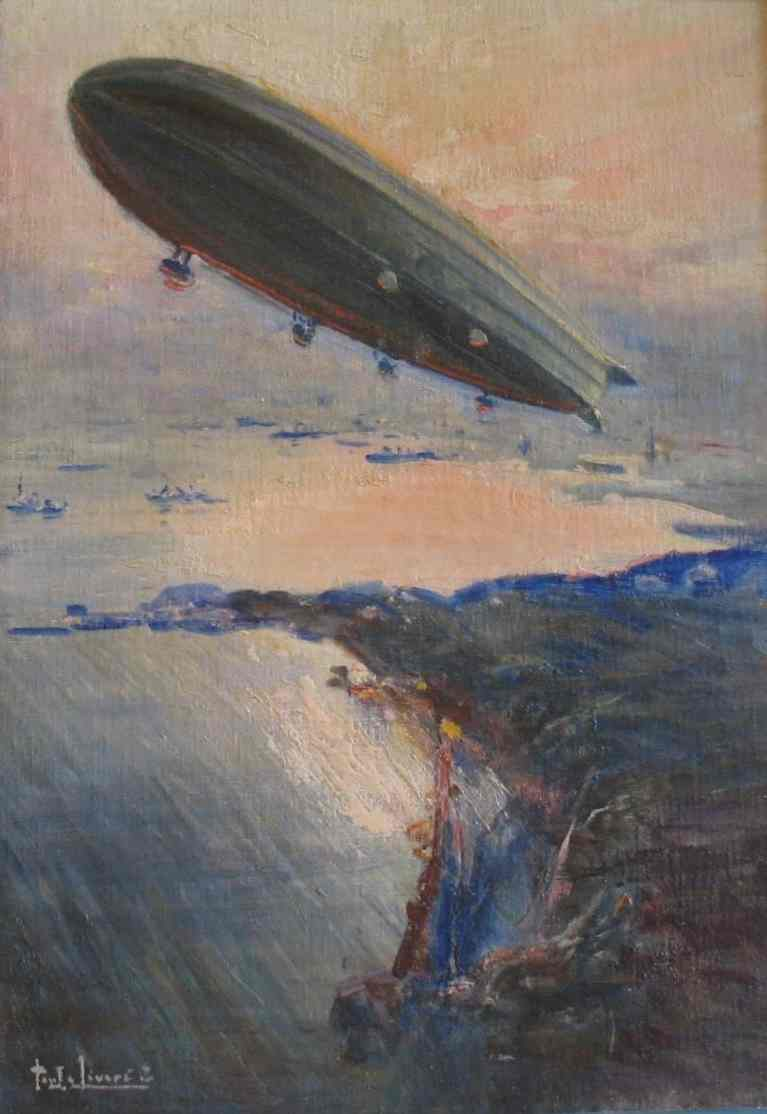
Le Dixmude survolant l'escadre (1923).
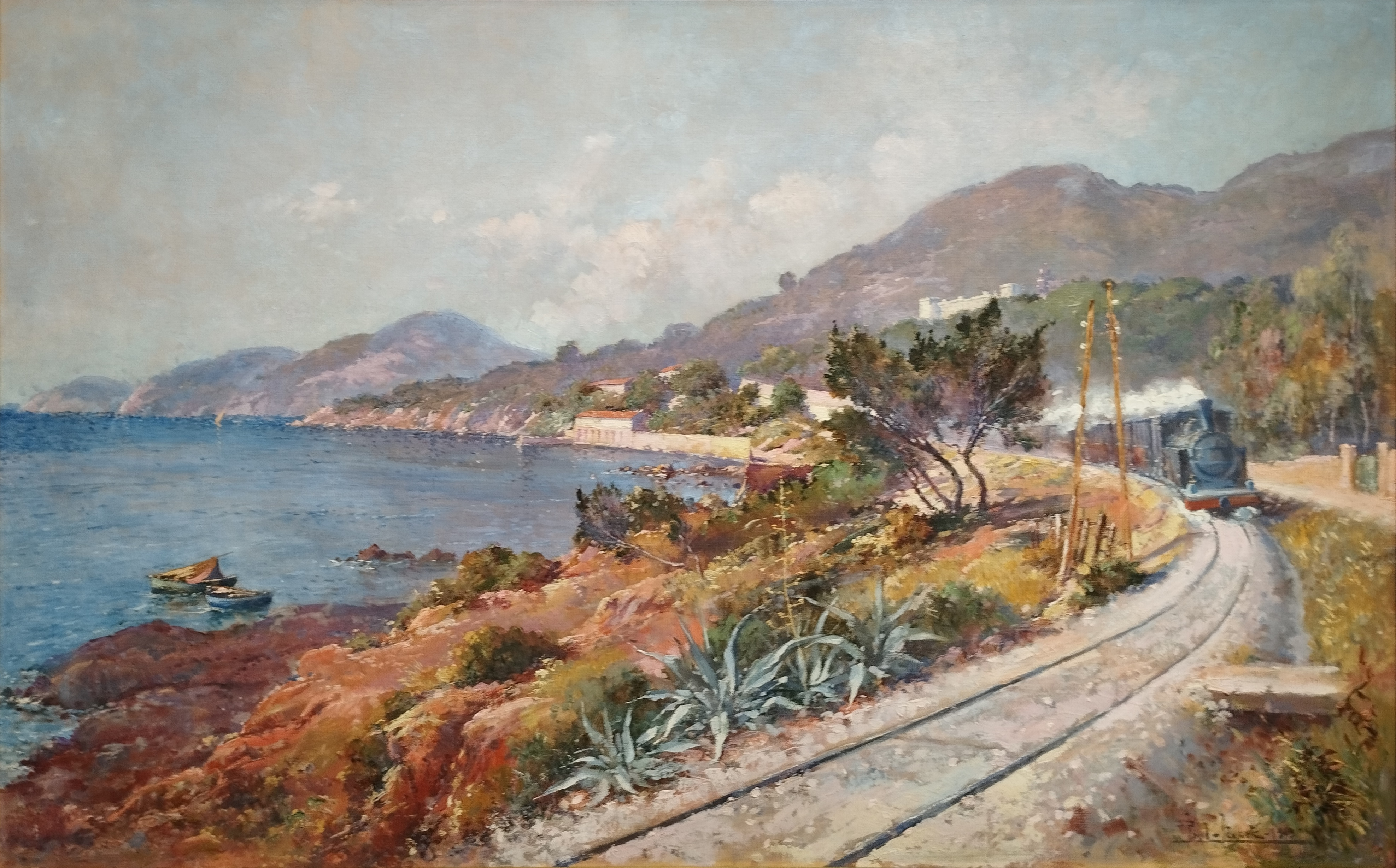
Tortillard vers San Salvadour (étude 1909), musée d'Hyères.
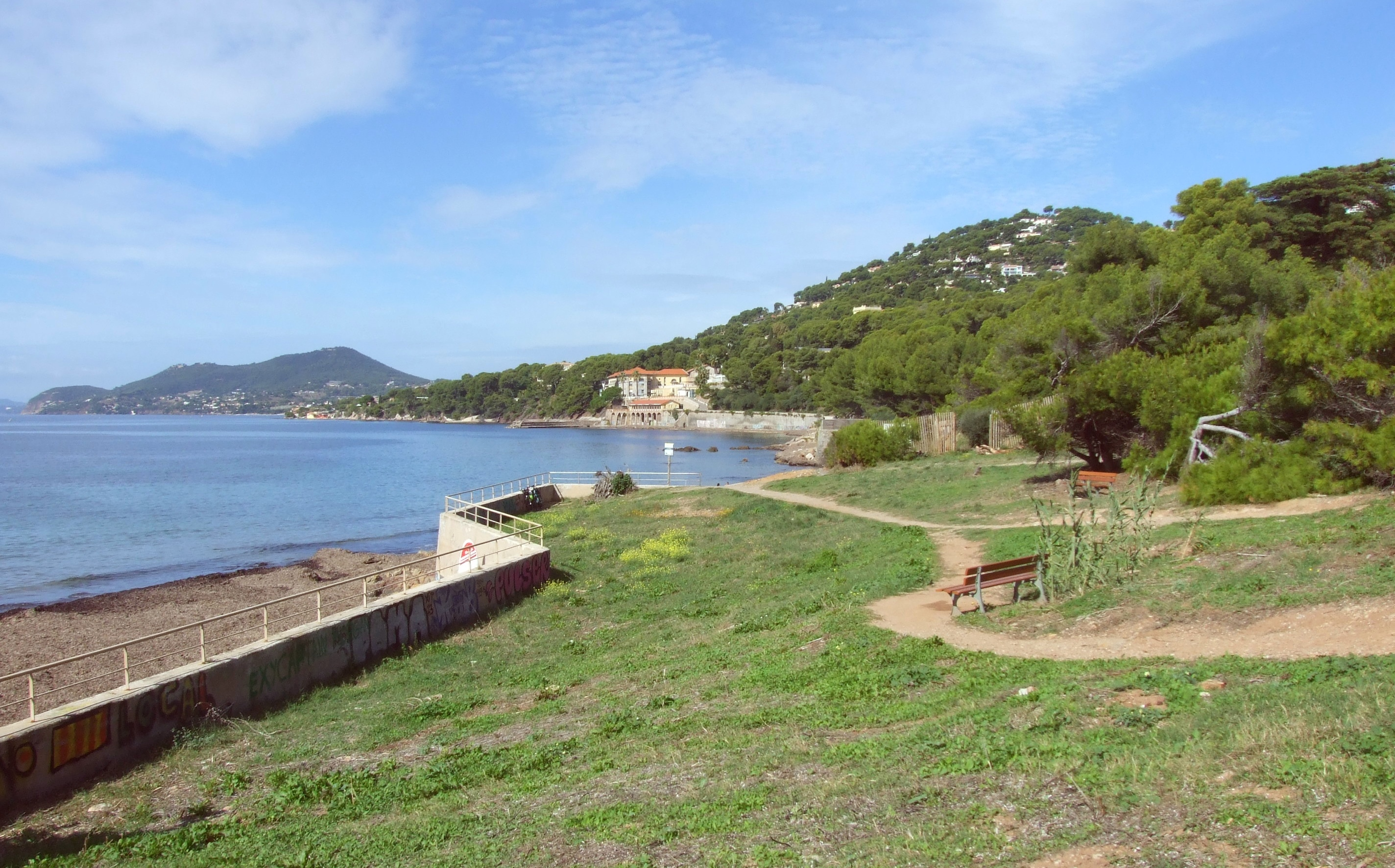
Vue en 2024 du lieu de création du tableau Tortillard vers San Salvadour.

## Distinctions et hommages
- Paul Levéré est nommé peintre officiel de la Marine en 1924.
- Une voie porte son nom à Toulon[10].